# Ifosfamid
Ifosfamid (łac. Ifosfamidum) – organiczny związek chemiczny, lek cytostatyczny z grupy związków alkilujących, analog cyklofosfamidu, chemicznie zbliżony do iperytu azotowego.
In vitro jest nieaktywny. Proces aktywacji przebiega w wątrobie z udziałem enzymów mikrosomalnych. Mechanizm działania ifosfamidu polega na jego reakcji z kwasem dezoksyrybonukleinowym, z nićmi którego tworzy wiązania poprzeczne. Reakcja ta prowadzi do zablokowania cyklu komórkowego. Aby do tego doszło, biologicznie nieczynna postać ifosfamidu musi zostać zmetabolizowana do postaci aktywnego leku alkilującego. Odbywa się to za pomocą oksydaz zawartych w cytochromie P-450 wątroby.

## Zastosowanie
Ifosfamid jest stosowany w chemioterapii nowotworów złośliwych:
- raka drobnokomórkowego i niedrobnokomórkowego płuca
- nienasieniakowatego i nasieniakowatego raka jądra
- mięsaków tkanek miękkich, kostniakomięsaka i mięsaka Ewinga
- raka sutka
- rak jajnika
- rak szyjki macicy
- rak trzustki
- chłoniaków.

Jest zaliczony do cytostatyków o dużym ryzyku wywołania wymiotów.